# 58-я армия (СССР)
58-я армия — оперативное объединение Рабоче-крестьянской Красной армии в годы Великой Отечественной войны.

## История

### 1-е формирование
Армия сформирована 10 ноября 1941 года в Сибирском военном округе с непосредственным подчинением Ставке ВГК. В её состав вошли управление, 362-я, 364-я, 368-я, 370-я, 380-я, 384-я стрелковые и 77-я кавалерийская дивизии. После сформирования переправлена на территорию Архангельского военного округа для развёртывания работ по оборудованию оборонительного рубежа от Онежского озера до озера Белое. 25 мая 1942 года управление армии было обращено на формирование управления 3-й танковой армии, а соединения переданы другим армиям, кроме 154 стрелковой дивизии, вошедшей в состав новой армии.

### 2-е формирование
Второй раз сформирование армии было 25 июня 1942 года на Калининском фронте. В неё вошли управление. 16-я, 27-я гвардейские, 215-я, 375-я стрелковые дивизии, 35-я и 81-я танковые бригады. Армия располагалась в районе города Осташков во фронтовом резерве и в боях участия не принимала. 8 августа армия была расформирована, её состав передан на сформирование 39-й армии.

### 3-е формирование
Третий раз сформирование армии было 30 августа 1942 года в составе Закавказского фронта на базе 24-й армии. В армию изначально вошли управление, 317-я, 328-я, 337-я стрелковые дивизии, Махачкалинская дивизия НКВД, 3-я стрелковая бригада, артиллерийские и инженерные части. Армия располагалась на территории Чечни и Дагестана, где создавала оборонительные рубежи и вела бои с антисоветскими повстанческими отрядами. В конце ноября 1942 года её основные силы были перегруппированы на реку Терек в район Малгобека, где в течение декабря вели оборонительные бои на рубеже Моздок, Верхний Курп.
В январе 58-я армия приняла участие в контрнаступлении советских войск на Северном Кавказе. Перейдя в наступление 1 января 1943 года, войска армии форсировали реку Терек и 3 января освободили города Моздок и Малгобек. Продолжая преследование отходящего противника, совместно с другими соединениями Закавказского фронта, в общем направлении на Прохладный, Минеральные Воды, армия к 24 января вышла в район севернее Новоалександровской, где была передана в состав Северо-Кавказского фронта.
В ходе дальнейшего наступления её войска в начале февраля вышли на побережье Азовского моря. Затем в составе ударной группировки фронта принимали участие в Краснодарской операции. Преодолевая ожесточённое сопротивление противника в приазовских плавнях, в условиях непрерывных дождей соединения 58-й армии к концу операции вышли к реке Протока. Во второй половине марта они продолжали вести наступательные бои и к 4 апреля вышли на подступы к городу Темрюк. В дальнейшем, до сентября, армия обороняла побережье Азовского моря от Маргартовки до Ачуева.
10 сентября 1943 армия выведена в состав резерва Ставки. 15 ноября расформирована, управление армии обращено на доукомплектование управления Приволжского военного округа, войска переданы в другие армии.

## В составе
- Резерв Ставки (ноябрь 1941 — май 1942)
- Калининский фронт (июнь — август 1942)
- Закавказский фронт (август 1942 — январь 1943)
- Северо-Кавказский фронт (январь — сентябрь 1943)
- Резерв Ставки (сентябрь — ноябрь 1943)

## Состав

### 1-е формирование
| - управление - 362-я стрелковая дивизия - 364-я стрелковая дивизия - 368-я стрелковая дивизия - 370-я стрелковая дивизия - 380-я стрелковая дивизия - 384-я стрелковая дивизия - 77-я кавалерийская дивизия | - управление - 152-я стрелковая дивизия - 166-я стрелковая дивизия - 170-я стрелковая дивизия - 235-я стрелковая дивизия - 282-я стрелковая дивизия - 150-й укреплённый район |

### 2-е формирование

#### На 25 июня 1942
- управление
- 16-я гвардейская стрелковая дивизия
- 27-я гвардейская стрелковая дивизия
- 215-я стрелковая дивизия
- 375-я стрелковая дивизия
- 35-я танковая бригада
- 81-я танковая бригада
- Ряд отдельных инженерных и артиллерийских частей

### 3-е формирование
| - управление - 317-я стрелковая дивизия - 328-я стрелковая дивизия - 337-я стрелковая дивизия - Махачкалинская стрелковая дивизия НКВД - 3-я стрелковая бригада - Ряд отдельных инженерных и артиллерийских частей - управление - 89-я стрелковая дивизия - 176-я стрелковая дивизия - 317-я стрелковая дивизия - 337-я стрелковая дивизия - 417-я стрелковая дивизия - 52-я танковая бригада - 562-й отдельный танковый батальон - Ряд отдельных инженерных и артиллерийских частей | - управление - 77-я стрелковая дивизия - 276-я стрелковая дивизия - 317-я стрелковая дивизия - 351-я стрелковая дивизия - 417-я стрелковая дивизия - Ряд отдельных инженерных и артиллерийских частей - управление - 77-я стрелковая дивизия - 414-я стрелковая дивизия - 77-й отдельный противотанковый батальон - Ряд отдельных инженерных и артиллерийских частей |

## Командование
Командующие
- В. И. Кузнецов (ноябрь 1941)
- Н. А. Москвин (ноябрь 1941 — май 1942)
- А. И. Зыгин (июнь — август 1942)
- В. А. Хоменко (сентябрь — ноябрь 1942)
- К. С. Мельник (ноябрь 1942 — октябрь 1943)
- ВРИО Я. С. Дашевский (март 1943)

Начальники штаба
- Москвин, Николай Афанасьевич (ноябрь 1941)
- Журавлёв, Константин Андреевич (ноябрь 1941 — май 1942)
- Ильиных, Павел Федосеевич (июнь — август 1942)
- Бармин, Александр Иванович (сентябрь — ноябрь 1942)
- Васильев, Александр Филиппович (ноябрь 1942 — декабрь 1942)
- Филипповский, Михаил Сергеевич (декабрь 1942 — май 1943)

Члены Военного Совета
- Яшечкин, Филипп Васильевич
- Бобров, Александр Фёдорович
- Бойко, Василий Романович
- Савкин, Виктор Григорьевич
- Цветаев, Николай Николаевич
- Усенко, Алексей Степанович
- Грушевой, Константин Степанович
- Усенко, Алексей Степанович

Заместитель командующего армии по танковым войскам (Начальник БТ и МВ)
- Шмыров Павел Николаевич (20.9.1942—15.12.1943)

Начальники артиллерии
- Сёмин, Михаил Фёдорович (январь — май 1942)